# Рајзинг Сан-Лебанон (Делавер)
Рајзинг Сан-Лебанон (енгл. Rising Sun-Lebanon) насељено је место без административног статуса у америчкој савезној држави Делавер.

## Демографија
По попису из 2010. године број становника је 3.391, што је 933 (38,0%) становника више него 2000. године.
| Група             | 2000.         | 2010.         |
| Белци             | 1.789 (72,8%) | 2.136 (63,0%) |
| Афроамериканци    | 383 (15,6%)   | 842 (24,8%)   |
| Азијати           | 58 (2,4%)     | 90 (2,7%)     |
| Хиспаноамериканци | 146 (5,9%)    | 198 (5,8%)    |
| Укупно            | 2.458         | 3.391         |